# George Crile III
George Washington Crile III (5 de março de 1945 - 15 de maio de 2006) foi um jornalista americano mais conhecido por suas três décadas de trabalho na CBS News.

## Vida Pessoal
Depois de estudar na Escola de Relações Internacionais na Universidade de Georgetown e no Colégio Trinity, em Hartford, Crile trabalhou como repórter para os colunistas de Washingtonm Drew Pearson e Jack Anderson, e como correspondente do Pentágono para o Jornal Ridder. Crile veio de uma linhagem de cirurgiões pioneiros. Seu avô, Dr. George Washington Crile, foi um dos fundadores da Cleveland Clinic. Seu pai, Dr. George Crile Jr., foi uma figura de destaque nos Estados Unidos na área de cirurgias, no combate às chamadas cirurgias desnecessárias, mais conhecido por sua participação na eliminação da cirurgia radical de mama. Sua esposa era Susan Lyne, ex-presidente da ABC Entertainment e ex-CEO da Martha Stewart Living Omnimedia (empresa de mídia). Crile morreu aos 61 anos de câncer no pâncreas.

## Carreira no Canal CBS
Crile era produtor e repórter da CBS. Sua carreira na empresa durou três décadas até sua morte em 2006. Antes de ingressar na CBS aos 31 anos, Crile foi editor da revista Harper's em Washington. Além da Revista Harper's, seus artigos foram publicados no The Washington Monthly, New Times, The Washington Post Outlook Section e The New York Times.

### Produtor
Crile juntou-se à CBS News em 1976 para produzir "O Exército Secreto da CIA", seu documentário inovador que narra a história nunca contada das guerras secretas da CIA contra Castro após a invasão da Baía dos Porcos. O historiador Henry Steele Commager escreveu que seria uma das reportagens jornalísticas mais importantes da história dos EUA.
Foi a primeira de uma coleção de transmissões baseadas nas reportagens de Crile, nas quais ele levou os espectadores a mundos antes fechados e inacessíveis. Entre seus notáveis relatórios documentais estavam "The Battle for South Africa" (A Batalha pela África do Sul), que ganhou um prêmio Peabody e "The Uncounted Enemy: A Vietnam Deception" (O Inimigo Incontável: Uma Decepção do Vietnã). Este último, que foi ao ar em 23 de janeiro de 1982, foi objeto de uma ação de difamação movida pelo general William Westmoreland. A CBS News e Crile foram defendidos pelo advogado David Boies. .
Antes da controvérsia do documentário "Vietnam Deception" (A decepção no Vietnam), Crile se envolveu em uma controvérsia semelhante após o programa de 1980 da CBS Reports "Gay Power, Gay Politics" (Poder Gay, Poder Político), que ele relatou, escreveu e co-produziu. O programa concentrou-se na política gay em São Francisco após o assassinato do supervisor abertamente gay Harvey Milk em 1978. vontade de criticar as redes.
Em 1985, Crile ingressou no 60 Minutes, onde produziu dezenas de reportagens com Mike Wallace, Ed Bradley e Harry Reasoner e estabeleceu suas credenciais como especialista em cobertura de assuntos internacionais. Ele estava na vanguarda da cobertura da desintegração da União Soviética e, em colaboração com um colega russo Artyom Borovik, ele se tornou o único repórter americano a ter acesso ao império nuclear da União Soviética.

### Atuação como Repórter
Seu relatório inicial de 60 Minutos, revelando a disposição do comando nuclear soviético de considerar interromper o ataque aos EUA, desempenhou um papel significativo ao ajudar a estabelecer uma cúpula entre os comandantes nucleares dos EUA e da União Soviética. Seus inúmeros relatórios de dentro dos mundos secretos mortais da Rússia e dos Estados Unidos apareceram em 60 Minutes e no 60 Minutes II, bem como um documentário de uma hora para a CNN. O "Overseas Press Club" concedeu-lhe duas vezes o Prêmio Edward R. Murrow por essas transmissões. Os relatórios de Crile incluíam assuntos como Three Mile Island, a mudança dos limites de mortalidade, corrupção judicial no Texas. Mas ao longo dos anos ele se concentrou principalmente na cobertura de crises nas relações exteriores dos EUA. Os assuntos da transmissão incluíram relatórios sobre:
- A revolução no Haiti
- A batalha pelo Canal do Panamá
- A política para Cuba dos EUA
- A Guerra Afegã
- A Guerra dos Contras (Irã)
- Os sandinistas
- General Singlaub e a Liga Anticomunista Mundial
- Príncipe Bandar e a conexão especial com a Arábia Saudita
- O Congresso Nacional Africano
- A guerra perdida da América contra as drogas
- A busca pelos assassinos do Arcebispo Romero.
- Jonas Savimbi e o apoio dos EUA à UNITA
- A Guerra do Golfo
- O incidente do Condado de USS Harlan
- O homem da CIA em Havana
- Os assassinos de Ruanda
- Os heróis desconhecidos da campanha militar dos EUA em El Salvador
- A KGB e o mundo da inteligência soviética
- Arsenais nucleares da Rússia e dos Estados Unidos.[3][4][5][6][7]

Após os ataques de 11 de setembro, Crile recorreu repetidamente à sua vasta experiência e contatos no Afeganistão, Paquistão e Oriente Próximo para fornecer uma visão dos bastidores dos mundos de Osama bin Laden e do islamismo militante.

## Charlie Wilson's War
No final da década de 1980, Crile começou a pesquisar e relatar sobre a Guerra do Afeganistão que levou ao seu livro best-seller de 2003, Charlie Wilson's War, que conta a história de como os Estados Unidos financiaram a única jihad bem-sucedida na história moderna, o segredo da CIA guerra no Afeganistão que pretendia dar à União Soviética seu próprio Vietnã. O apoio a líderes da jihad (mujahideen) como Gulbuddin Hekmatyar, canalizado via Paquistão, provavelmente levou à criação de uma nova ameaça aos EUA e seus aliados, que Crile afirmou ter previsto. A Guerra de Charlie Wilson foi amplamente e favoravelmente revisada e está atualmente em sua 10ª edição. O livro tentou retratar como o governo americano realmente funciona, ao contrário do que aparece nos livros didáticos de ciência política. É a base do filme de Tom Hanks/Mike Nichols, Charlie Wilson's War, que foi lançado pela Universal Studios em dezembro de 2007.

## References
1. ↑  Holley, Joe (16 de maio de 2006). «George Crile III». Washington Post (em inglês). ISSN 0190-8286. Consultado em 12 de março de 2022
2. ↑  Martin, Douglas (16 de maio de 2006). «George Crile, CBS Documentary Producer, Dies at 61». The New York Times. Consultado em 17 de abril de 2013
3. 1 2 3 4 5 6 7 8  «CBS Journalist George Crile Dies At 61». www.cbsnews.com (em inglês). Consultado em 24 de abril de 2022
4. 1 2 3 4 5 6 7 8  «The George Crile III Papers». Dolph Briscoe Center for American History (em inglês). Consultado em 24 de abril de 2022
5. 1 2 3 4 5 6 7 8  Martin, Douglas (16 de maio de 2006). «George Crile, CBS Documentary Producer, Dies at 61». The New York Times (em inglês). ISSN 0362-4331. Consultado em 24 de abril de 2022
6. 1 2 3 4 5 6 7 8  «George Crile III Obituary (2006) The Citizen». Legacy.com. Consultado em 24 de abril de 2022
7. 1 2 3 4 5 6 7 8  «George Crile». IMDb. Consultado em 24 de abril de 2022
8. ↑  For an account of the program's misrepresentation, see Larry Gross, Up From Invisibility: Lesbians, Gay Men, and the Media in America (Columbia University Press, 2001, pp. 50–54, ISBN 9780231119535 ). For a critical account of Crile's Vietnam program's bias, see Stephen Klaidman and Tom Beauchamp, The Virtuous Journalist (Oxford University Press, 1987, p. 166, ISBN 0195042050 ).
9. ↑  GoneWithTheTwins (21 de dezembro de 2007). «Charlie Wilson's War (2007)». IMDb